# Britenrabatt
Als Britenrabatt (auch Britenbonus oder Britenscheck, amtlich VK-Ausgleich) wird eine Regelung für den Haushalt der Europäischen Union bezeichnet, die dem Vereinigten Königreich einen Sonderstatus gegenüber anderen EU-Mitgliedern zugestand.

## Geschichte
Die Vereinbarung wurde vom Europäischen Rat 1984 auf Betreiben der damaligen britischen Regierungschefin Margaret Thatcher beschlossen; sie gewährte dem Vereinigten Königreich auf seine Beitragszahlungen einen Rabatt. Dazu wurde berechnet, wie viel das Vereinigte Königreich in den Etat der Europäischen Union einzahlte und wie viel davon wieder (durch Subventionen, Beihilfen etc.) in das Vereinigte Königreich zurückfloss. In der Regel wurde mehr eingezahlt als wieder zurückfloss, daher galt das Vereinigte Königreich als sogenannter Nettozahler. Der Rabatt betrug 66 Prozent des Nettobeitrags. Seinen Höhepunkt erreichte er mit ca. 7,3 Milliarden Euro im Jahr 2001;
2005 betrug dieser Rabatt ca. 5,2 Milliarden Euro. Insgesamt summierte sich der Rabatt zwischen 1985 und 2014 auf über 111 Milliarden Euro.
Die Begründung für die Regelung war, dass die britische Landwirtschaft damals kleiner war als die der anderen EG-Staaten, weshalb Großbritannien und Nordirland nicht in gleichem Maße von den Agrarsubventionen der Gemeinsamen Agrarpolitik profitieren konnten wie etwa Frankreich oder Deutschland. Ein weiteres Argument war das 1984 im EG-Vergleich niedrige Wohlstandsniveau des Vereinigten Königreiches. Der Britenrabatt wurde von der damaligen Premierministerin Margaret Thatcher ausgehandelt, die in den Jahren zuvor unter Verweis auf die „Britische Budgetfrage“ zahlreiche Entscheidungen der Europäischen Gemeinschaften blockiert und damit zur sogenannten Eurosklerose-Krise beigetragen hatte. Bekannt wurde die Formel “What we are asking is for a very large amount of our own money back!” (deutsch: „Was wir verlangen, ist, dass wir einen sehr großen Teil unseres eigenen Geldes zurückbekommen!“), mit der Thatcher ihrem ehrgeizigen Ziel bei den langwierigen Verhandlungen Ausdruck gab.
Im Rahmen der Verhandlungen über den zukünftigen mehrjährigen Finanzrahmen des EU-Haushalts für den Zeitraum 2007 bis 2013 wurden im Juni 2005 vermehrt Stimmen anderer Mitgliedstaaten laut, die eine Verminderung oder Abschaffung des Rabattes forderten.
Ein großer Fürsprecher der Rabatt-Absenkung war z. B. der damalige französische Staatspräsident Jacques Chirac.
Am 14. Juni 2005 schlug der luxemburgische Ratsvorsitz unter Jean-Claude Juncker ein Einfrieren des britischen Rabattes auf dem derzeitigen Stand und einen kontinuierlichen Abbau ab dem Jahr 2007 vor, was die britische Regierung unter Tony Blair jedoch ablehnte.
Im Dezember 2005 spitzten sich die Verhandlungen zu. Angela Merkel, deutsche Bundeskanzlerin seit der Bundestagswahl 2005, machte einen Kompromissvorschlag. Am 17. Dezember 2005 wurde Einigung darüber erzielt, dass der Britenrabatt bis 2013 deutlich reduziert werden solle. Im Februar 2013 beschloss der Europäische Rat, den Britenrabatt auch im neuen mehrjährigen Finanzplan  der EU (2014–2020) fortzuschreiben.
Trotz dieser Einigung waren nicht alle EU-Mitglieder komplett mit dieser Regelung einverstanden, da sie immer noch Ungleichheiten beinhalte. Als eines der wichtigsten Argumente wurde vorgebracht, dass das Vereinigte Königreich inzwischen zu den reichsten EU-Ländern zähle. Im Herbst 2012 verlor Premierminister David Cameron die jährliche (jedoch nicht bindende) Abstimmung zum Europa-Budget im Parlament gegen eine Koalition aus Labour, schottischen Nationalisten und 53 Abgeordneten aus der eigenen Fraktion, die eine Einfrierung des EU-Budgets fordern, was zu den Aufstockungsplänen der übrigen EU-Mitglieder im kompletten Widerspruch stand.
Nach dem Referendum zur EU-Mitgliedschaft und den britischen Plänen für einen Austritt aus der Europäischen Union („Brexit“) wurden Zweifel geäußert, ob der Britenrabatt im Falle eines weiteren Verbleibs des Vereinigten Königreichs in der EU oder im Falle einer verlängerten Übergangsfrist erneut verlängert würde. Mit dem Austritt des Vereinigten Königreiches aus der Europäischen Union am 31. Januar 2020 und dem Ende des Übergangszeitraumes am 31. Dezember desselben Jahres war der Rabatt endgültig Geschichte.

## Rabatte für andere Staaten
In Anlehnung an den Britenrabatt wurden nach Verhandlungen auch für vier weitere Mitgliedstaaten – Deutschland, die Niederlande, Österreich und Schweden – ein Rabatt eingeführt. Angesichts eines sich abzeichnenden Brexits und einer Lücke im EU-Haushalt sprach sich EU-Budgetkommissar Günther Oettinger 2017 für die Abschaffung sämtlicher Beitragsrabatte für Mitgliedstaaten aus.